# Llista de topònims de Puigverd de Lleida
Llista de topònims (noms propis de lloc) del municipi de Puigverd de Lleida, al Segrià
Informació actualitzada per un bot. Els canvis manuals es perdran quan s'actualitzi!

## canal de reg
| imatge | Nom                     | Ubicat a                                     | instància de | Detalls                         | coordenades | Protecció | Commons (més fotos) | Dades a WD                    |
| ------ | ----------------------- | -------------------------------------------- | ------------ | ------------------------------- | --- | --------- | ------------------- | ----------------------------- |
|        | canal auxiliar d'Urgell | Noguera Pla d'Urgell Segrià                  | canal de reg | Desemboca: canal d'Urgell       | 41° 42′ 28″ N, 0° 55′ 39″ E / 41.707651°N,0.927486°E                                                                               |           |                     | Modifica les dades a Wikidata |
|        | canal d'Urgell          | Noguera Urgell Pla d'Urgell Garrigues Segrià | canal de reg | Desemboca: Segre Llarg: 144.2km | 41° 55′ 47″ N, 1° 09′ 50″ E / 41.92977111111111°N,1.16391°E 41° 34′ 27″ N, 0° 34′ 37″ E / 41.57407111111111°N,0.5769580555555556°E |           | Canal d'Urgell      | Modifica les dades a Wikidata |

## granja
| imatge | Nom               | Ubicat a           | instància de | Detalls | coordenades                                                          | Protecció | Commons (més fotos) | Dades a WD                    |
| ------ | ----------------- | ------------------ | ------------ | ------- | -------------------------------------------------------------------- | --------- | ------------------- | ----------------------------- |
|        | Granja del Canals | Puigverd de Lleida | granja       |         | 41° 32′ 21″ N, 0° 44′ 40″ E / 41.5392015943623°N,0.744388020818685°E |           |                     | Modifica les dades a Wikidata |
|        | Granja del Pi     | Puigverd de Lleida | granja       |         | 41° 32′ 16″ N, 0° 44′ 07″ E / 41.5378233977878°N,0.735217754018808°E |           |                     | Modifica les dades a Wikidata |

## masia
| imatge | Nom                | Ubicat a           | instància de | Detalls | coordenades                                                                  | Protecció | Commons (més fotos) | Dades a WD                    |
| ------ | ------------------ | ------------------ | ------------ | ------- | ---------------------------------------------------------------------------- | --------- | ------------------- | ----------------------------- |
|        | Ca n'Amador        | Puigverd de Lleida | masia        |         | 41° 32′ 30″ N, 0° 44′ 09″ E / 41.541625523039°N,0.735744366065509°E          |           |                     | Modifica les dades a Wikidata |
|        | Cal Genís          | Puigverd de Lleida | masia        |         | 41° 33′ 09″ N, 0° 44′ 12″ E / 41.5524786482657°N,0.73667237974361°E 204 msnm |           |                     | Modifica les dades a Wikidata |
|        | Finca Firtureta    | Puigverd de Lleida | masia        |         | 41° 32′ 44″ N, 0° 43′ 53″ E / 41.5456365699658°N,0.73133639706596°E          |           |                     | Modifica les dades a Wikidata |
|        | Mas del Desengany  | Puigverd de Lleida | masia        |         | 41° 33′ 45″ N, 0° 43′ 56″ E / 41.562613830926°N,0.73230791457951°E           |           |                     | Modifica les dades a Wikidata |
|        | Pleta del Pió      | Puigverd de Lleida | masia        |         | 41° 32′ 50″ N, 0° 44′ 58″ E / 41.5472648061263°N,0.749562635013491°E         |           |                     | Modifica les dades a Wikidata |
|        | Torre del Calcetes | Puigverd de Lleida | masia        |         | 41° 33′ 16″ N, 0° 45′ 17″ E / 41.5544365289968°N,0.754757371408956°E         |           |                     | Modifica les dades a Wikidata |
|        | Torre del Genís    | Puigverd de Lleida | masia        |         | 41° 33′ 10″ N, 0° 43′ 58″ E / 41.5528064388844°N,0.732740211539982°E         |           |                     | Modifica les dades a Wikidata |
|        | Torre del Palomes  | Puigverd de Lleida | masia        |         | 41° 33′ 11″ N, 0° 44′ 15″ E / 41.5529897085533°N,0.737469865578231°E         |           |                     | Modifica les dades a Wikidata |
|        | Xalet del Fresó    | Puigverd de Lleida | masia        |         | 41° 32′ 28″ N, 0° 44′ 09″ E / 41.5410776821441°N,0.735823425124184°E         |           |                     | Modifica les dades a Wikidata |
|        | Xalets Torres      | Puigverd de Lleida | masia        |         | 41° 31′ 32″ N, 0° 43′ 25″ E / 41.5254169356183°N,0.723593826381845°E         |           |                     | Modifica les dades a Wikidata |
|        | la Teuleria        | Puigverd de Lleida | masia        |         | 41° 33′ 07″ N, 0° 43′ 57″ E / 41.5520802687043°N,0.732453862508802°E         |           |                     | Modifica les dades a Wikidata |
|        | los Secots         | Puigverd de Lleida | masia        |         | 41° 32′ 35″ N, 0° 43′ 42″ E / 41.5430528314317°N,0.728201933117916°E         |           |                     | Modifica les dades a Wikidata |

## nucli de població
| imatge | Nom          | Ubicat a           | instància de      | Detalls | coordenades                                                          | Protecció | Commons (més fotos) | Dades a WD                    |
| ------ | ------------ | ------------------ | ----------------- | ------- | -------------------------------------------------------------------- | --------- | ------------------- | ----------------------------- |
|        | el Saladar   | Puigverd de Lleida | nucli de població |         | 41° 32′ 24″ N, 0° 43′ 17″ E / 41.5401190543125°N,0.721495686198747°E |           |                     | Modifica les dades a Wikidata |
|        | les Arenetes | Puigverd de Lleida | nucli de població |         | 41° 32′ 44″ N, 0° 43′ 25″ E / 41.5455356489936°N,0.72349935514118°E  |           |                     | Modifica les dades a Wikidata |

## Misc
| imatge | Nom                                                    | Ubicat a                       | instància de                                   | Detalls                          | coordenades                                                         | Protecció                                  | Commons (més fotos)             | Dades a WD                    |
| ------ | ------------------------------------------------------ | ------------------------------ | ---------------------------------------------- | -------------------------------- | ------------------------------------------------------------------- | ------------------------------------------ | ------------------------------- | ----------------------------- |
|        | Cementiri Vell de Puigverd de Lleida                   | Puigverd de Lleida             | cementiri                                      | Estil: arquitectura popular      |                                                                     | bé cultural d'interès local                |                                 | Modifica les dades a Wikidata |
|        | Dipòsit circular d'aigua potable de Puigverd de Lleida | Puigverd de Lleida             | dipòsit d'aigua                                | Estil: arquitectura popular 1893 | 41° 33′ 48″ N, 0° 44′ 24″ E / 41.563327°N,0.739942°E                | bé cultural d'interès local                |                                 | Modifica les dades a Wikidata |
|        | Estació de Puigverd de Lleida                          | Puigverd de Lleida             | estació de ferrocarril                         |                                  | 41° 33′ 14″ N, 0° 44′ 00″ E / 41.553894444444°N,0.73331944444444°E  |                                            |                                 | Modifica les dades a Wikidata |
|        | Pou de la Vila                                         | Puigverd de Lleida             | pou                                            | Estil: arquitectura popular      |                                                                     | bé integrant del patrimoni cultural català |                                 | Modifica les dades a Wikidata |
|        | Puigverd de Lleida                                     | Puigverd de Lleida             | entitat singular de població capital municipal | 1417 hab                         | 41° 32′ 36″ N, 0° 44′ 03″ E / 41.54341202°N,0.73428983°E 215 msnm   |                                            |                                 | Modifica les dades a Wikidata |
|        | Sant Pere de Puigverd de Lleida                        | Puigverd de Lleida             | església                                       | Estil: arquitectura barroca      | 41° 32′ 35″ N, 0° 43′ 57″ E / 41.543174°N,0.732593°E ca:Plaça Major | bé integrant del patrimoni cultural català | Sant Pere de Puigverd de Lleida | Modifica les dades a Wikidata |
|        | carrer de Dalt                                         | Puigverd de Lleida             | carrer                                         | Estil: arquitectura popular      | 41° 32′ 37″ N, 0° 43′ 58″ E / 41.54367°N,0.73284°E                  | bé integrant del patrimoni cultural català |                                 | Modifica les dades a Wikidata |
|        | casa consistorial de Puigverd de Lleida                | Puigverd de Lleida             | casa consistorial                              |                                  | 41° 32′ 36″ N, 0° 44′ 00″ E / 41.5434256°N,0.7332282°E              |                                            |                                 | Modifica les dades a Wikidata |
|        | edifici de l'Ajuntament                                | Puigverd de Lleida             | edifici                                        | Estil: arquitectura popular      | 41° 32′ 36″ N, 0° 43′ 59″ E / 41.543461°N,0.733191°E                | bé cultural d'interès local                |                                 | Modifica les dades a Wikidata |
|        | la Pena                                                | Torregrossa Puigverd de Lleida | muntanya                                       |                                  | 41° 33′ 58″ N, 0° 44′ 08″ E / 41.5661°N,0.735433°E 262.7 msnm       |                                            |                                 | Modifica les dades a Wikidata |
|        | plaça de Catalunya                                     | Puigverd de Lleida             | plaça                                          | Estil: arquitectura popular      | 41° 32′ 37″ N, 0° 43′ 59″ E / 41.543725°N,0.733149°E                | bé integrant del patrimoni cultural català |                                 | Modifica les dades a Wikidata |